# Xestia lorezi
Xestia lorezi is een vlinder uit de familie uilen (Noctuidae). De wetenschappelijke naam is voor het eerst geldig gepubliceerd in 1891 door Staudinger.
De soort komt voor in Europa.